# Le Transloy
Le Transloy ist eine Gemeinde im französischen Département Pas-de-Calais in der Region Hauts-de-France. Sie gehört zum Kanton Bapaume im Arrondissement Arras. Nachbargemeinden sind Beaulencourt im Nordwesten, Villers-au-Flos im Nordosten, Rocquigny im Osten, Mesnil-en-Arrouaise im Südosten, Sailly-Saillisel im Süden, Morval im Südwesten und Lesbœufs im Westen. Die Gemeindegemarkung wird von der Hochgeschwindigkeitsstrecke der LGV Nord tangiert.

## Bevölkerungsentwicklung
| Jahr      | 1962 | 1968 | 1975 | 1982 | 1990 | 1999 | 2008 | 2014 |
| --------- | ---- | ---- | ---- | ---- | ---- | ---- | ---- | ---- |
| Einwohner | 473  | 447  | 405  | 399  | 390  | 371  | 430  | 399  |

## Sehenswürdigkeiten
- Kriegerdenkmal
- Kirche Saint-Vaast